# АНТ-46
АНТ-46 (також ДИ-2 від рос. дальний истребитель) — важкий двомоторний тримісний експериментальний винищувач.
Під час робіт з АНТ-40 (СБ) у бригаді Олександра Архангельського проводилась розробка винищувального варіанта літака. Нова модифікація представляла дальній тримісний винищувач із потужним наступальним та оборонним озброєнням.

## Розробка літака
Літак призначався для супроводу швидкісних бомбардувальників та відрізнявся від базового СБ моторами та складом озброєння. Основною наступальною зброєю планувалося використовувати дві крилові 76-мм динамореактивні гармати конструкції Курчевського, АПК-4. Допоміжним озброєнням були два нерухомі великокаліберні кулемети ШВАК калібру 12,7 мм у центроплані та один — у носовій турелі. На літаку встановили французькі мотори Гном-Рон "Містраль Мажор" К-14.
Влітку 1935 літак був побудований і здійснив перший політ. Заводські випробування тривали до червня 1936 року.
Роботи з гармати Курчевського було припинено через появу на озброєнні реактивних снарядів РС. АНТ-46 з цієї причини передбачалося переозброїти — чотири гармати ШВАК у крилі або п'ять гармат у підфюзеляжному швидкознімному контейнері. Для покращення льотних характеристик було дороблено крило, горизонтальне оперення та кермо напряму з роговою компенсацією. Передбачалося встановлення радянських моторів АМ-34.
Через рік усі роботи по машині були згорнуті, на державні випробування літак не передавали.

## Основні відомі характеристики

### Технічні характеристики
- Екіпаж : 3 особи
- Довжина : 12,24 м
- Розмах крила : 20,3 м
- Площа крила: 55,7 м²
- Маса :
  - порожнього: 4180 кг
  - нормальна злітна маса: 5910 кг
  - палива: 550 кг

### Двигун
- Тип двигуна: 2 поршневих двигуни
- Модель: 2 ×  М-85
- Потужність : 2 × 800 к. с.

### Льотні характеристики
- Максимальна швидкість :
  - біля землі: 382 км/год
  - на висоті: 404 км/год
- Час набору висоти: 5000 м за 11,5 хв
- Практична стеля : 8570 м
- Дальність польоту: 1780 км.

### Озброєння
- Кулеметно-гарматне:
  - 2 × 76,2 мм безвідкотні гармати АПК-4, 15 снарядів
  - 2 × 20 мм гармати ШВАК та 1 х 7,62 мм кулемет ШКАС у фюзеляжі
  - 1 х 12.7-мм рухомий кулемет ШВАК
  - 2 × 7,62 мм турельні кулемети ШКАС
- Бойове навантаження: до 250 кг